# Dendrobium cyclopense
Dendrobium cyclopense är en orkidéart som beskrevs av Johannes Jacobus Smith. Dendrobium cyclopense ingår i släktet Dendrobium, och familjen orkidéer. Inga underarter finns listade i Catalogue of Life.